# Rhingia lateralis
Rhingia lateralis är en tvåvingeart som beskrevs av Charles Howard Curran 1929. Rhingia lateralis ingår i släktet näbblomflugor, och familjen blomflugor. Inga underarter finns listade i Catalogue of Life.